# Фтиотида (округ)
Округ Фтиотида или Фтиотис је округ у периферији Средишња Грчка и истоименој историјској покрајини. Управно средиште округа је град Ламија, уједно и средиште периферије.
Округ Фтиотида је успостављен 2011. године на месту некадашње префектуре, која је имала исти назив, обухват и границе.

## Природне одлике
Округ Фтиотида обухвата област између Малијачког залива Егејског мора на истоку и планинског венца Пинда на западу. Овај округ спада у оне у Грчкој које се граниче са више суседних округа. На југу се Фтиотида граничи на југоистоку са округом Беотијом, на југу са округом Фокидом, на југозападу са округом Етолијом-Акарнанијом, на западу са округом Евританијом, на северозападу са округом Кардицом, и на северу са округом Ларисом и на североистоку са округом Магнезијом.
Подручје Фтиотиде је махом планинско са малим делом приморских равница у средишњем делу округа, често ширине и свега 200 m. Остатак је планински са бројним врховима преко 2000 m. Од планина потребно је споменути Еликонас и Вардузију на југу и Отрисорос на северу. Између њих су узане долине река Сперхејос и Кефисус. Река Сперхејос прави већу равницу око града Ламије.
Овај округ има у вишим деловима планинску климу, док су нижи, приморски делови са средоземном климом.

## Историја
Област Фтиотида помиње се још од античког времена, када је била мањи полис, у сенци моћније суседне Тебе. Касније је овај простор био у оквиру старог Рима и Византије. Потом је Фтиотида била више векова у саставу Османског царства. После оснивања савремене Грчке 1832. почео је нагли развој области, посебно приобалног дела. Префектура Фтиотида успостављена тек 1947. г. издвајањем из префектуре Фокида. Градњом најважнијег државног ауто-пута Атина - Солун са проласком кроз ову префектуру, данас округ, Фтиотида је добила на значају и почела се брзо развијати.

## Становништво
По последњим проценама из 2005. године округ Фтиотида је имао око 180.000 становника, од чега око 1/3 живи у седишту округа, граду Ламији.
Етнички састав: Главно становништво округа су Грци. Од мањина постоје присутни су Роми, а последњих деценија овде је насељен мањи број усељеника из свих крајева света.
Густина насељености је око 40 ст./км², што је два пута мање од просека Грчке (око 80 ст./км²). Приобални део око Ламије на истоку је боље насељен него планинско залеђе на западу и југу.

## Управна подела и насеља
Округ Фтиотида се дели на 7 општина:
1. Амфиклеја–Елатеја
2. Докомос
3. Ламија
4. Локри
5. Макракоми
6. Молос–Ајос Константинос
7. Стилида

Ламија је седиште округа и највећи град у округу. Већи град је је и Аталанти (> 10.000 ст.).

## Привреда
Привреда у округу Фтиотида је развијена, а као повољност може се пре навести прометан положај округа на државном ауто-путу Атина - Солун него богатство у природним условима. Најразвијенији је део датог ауто-пута, посебно у делу око Ламије. Преовлађује лака индустрија.